# Alexandru Lăpușneanu
Alexandru Lăpușneanu (fl. XVI secolo)  fu un principe romeno che regnò da settembre 1552 al 18 novembre 1561 e da ottobre 1564 al 5 maggio 1568.